# Sadio Lamine Sow
Pour les articles homonymes, voir Sow.
Sadio Lamine Sow est un homme politique malien.
Proche du président burkinabé Blaise Compaoré dont il est conseiller spécial, Sadio Lamine Sow est nommé le 25 avril 2012, ministre d’État, des Affaires étrangères et de la Coopération internationale dans le gouvernement de Cheick Modibo Diarra. Le 20 août suivant, il est écarté du gouvernement d'union nationale mais le lendemain, il est nommé conseiller spécial du Premier ministre Diarra, avec rang de ministre, chargé des relations internationales.